# Convivio

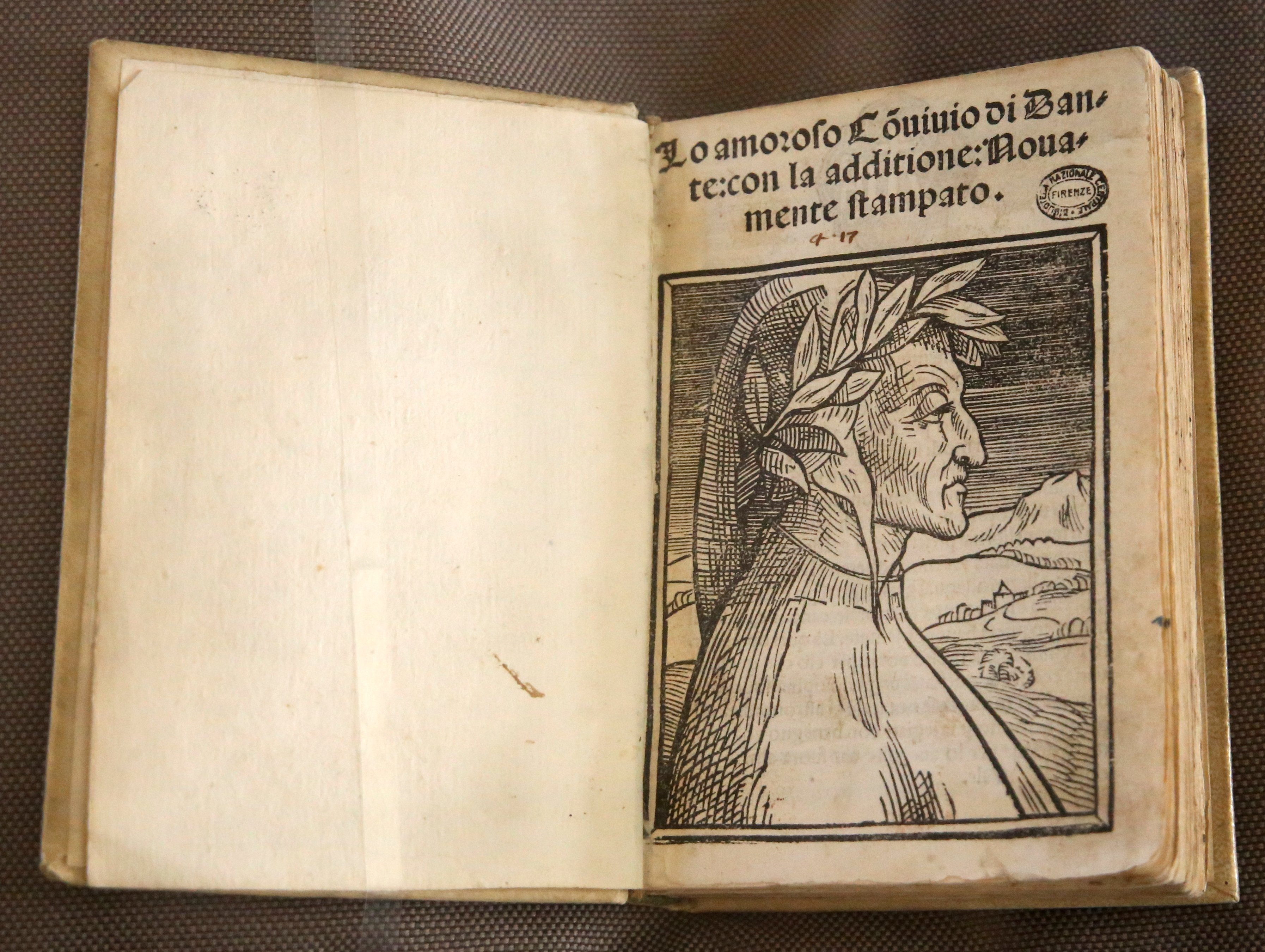
Edición del Convivio de 1521

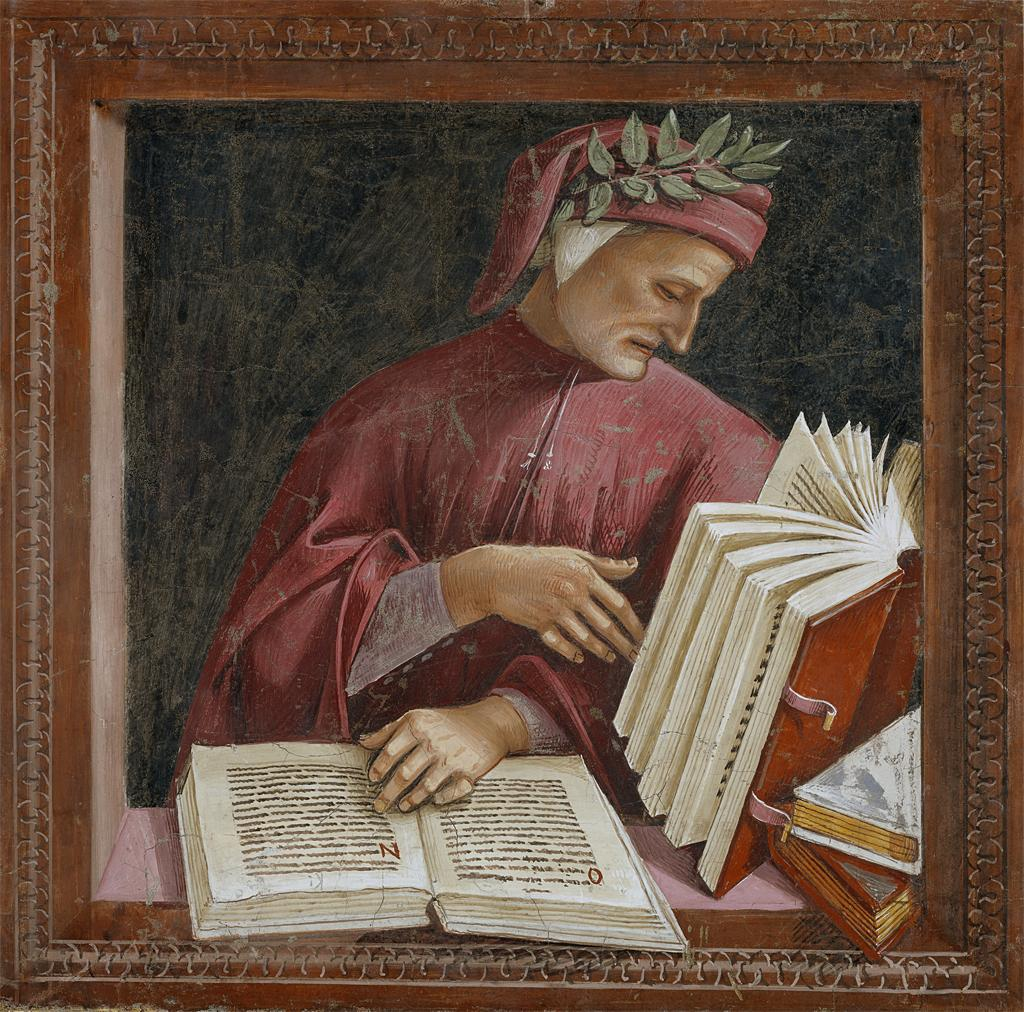
Dante, autor del Convivio.

El Convivio es una obra de Dante durante el exilio, entre 1304 y 1307. El término "convivio" viene latín convivium y significa "banquete". El objetivo del tratado, escrito en dialecto florentino (volgare), consiste justamente en brindar un "banquete de sabiduría" a todos los que desconocían el latín, que a finales del siglo XIII era la lengua de la transmisión del conocimiento y del debate científico, sobre todo en lo relativo a la política, la filosofía y la poesía. Con el Convivio el autor trata de mostrar su doctrina y refutar las acusaciones que lo habían confinado al exilio. Aunque se proyectaron quince tratados, debido a las exigencias compositivas de la Divina Comedia, Dante sólo terminó cuatro. Aunque existen similitudes estructurales con la Vita Nuova, una obra lírica dedicada al amor por Beatriz, la prosa del Convivio es de corte argumentativo.

## Contenido

### Tratado I
El primer tratado funciona como proemio y es autónomo. En este Dante expresa las razones y objetivos de la obra en su conjunto. En sus líneas, el autor explica que pese a haber sido escrita en dialecto vulgar, la obra no es de divulgación popular, sino de exaltación de la lingua. El Convivio sigue los mismos parámetros de  De vulgari eloquentia.

### Tratado II

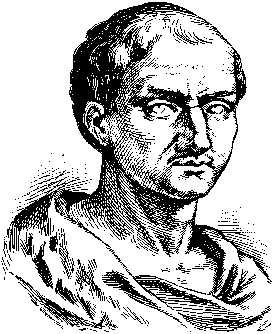
Boecio

En el segundo tratado se comenta la canción "Voi che'ntendendo il terzo ciel movete" (Ustedes que entendiendo mueven el tercer cielo). El comentario propiamente dicho está precedido por una introducción de carácter general acerca de los criterios seguidos por el autor, que son los cuatro sentidos de la escritura: literal, alegórico, moral y anagógico. En el análisis subsiguiente, el autor analiza la canción, y con tal fin aporta datos estrictamente biográficos, retomando y reinterpretado algunas temáticas de la Vita Nuova. De hecho, tras la muerte de Beatriz, el poeta buscó la serenidad con el estudio de la filosofía, con la ayuda particular de Boecio y de Cicerón. En ese sentido, la interpretación alegórica de la canción permite descubrir a la donna gentile (mujer gentil), ya abordada en los capítulos XXXV a XXXIX de la Vita Nova, la representante de la filosofía.

### Tratado III
El tercer tratado es un elogio de la sabiduría, que constituye para el autor el grado sumo de perfección humana. En este tratado se afrontan argumentos filosóficos, por los cuales se había interesado tras la lectura de De consolatione philosophiae de Boecio. En ese sentido, el "amor noble" coincide con el amor por la filosofía, que se aborda mediante la canción "Amor che ne la mente mi ragiona" (El amor sobre el que mi mente razona).

### Tratado IV
En el cuarto y último tratado se afronta el problema moral de la nobleza mediante la canción "Le dolci rime d’amor ch’io solia" (Los dulces versos de amor que yo solía). La importancia del tema se refuerza porque en tiempos de Dante existían dos concepciones de la nobleza: la de sangre y la espiritual (de la cual Dante era partidario).

## Estilo
En el Convivio, Dante realiza una revolucionaria defensa de la lengua vulgar, contrapuesta al latín. El latín, reconoce, es más noble —porque ha permanecido incorrupto a lo largo de siglos—, virtuoso —porque permite una expresión más correcta— y bello —por su armonía— que la lengua vulgar. Pero la lengua vulgar, en cambio, es más adecuada para interpretar sus cantos —escritos en lengua vulgar—, que es lo que se pretende en la obra. El latín es una herramienta poco apropiada para la tarea hermenéutica que se propone. Su prosa alcanza una solidez sintáctica, un equilibrio compositivo y una claridad expositiva que se consideraban exclusivas del latín. En su fundación de la prosa filosófica en vulgar, el autor recurre al empleo dialectal de metáforas y símiles, mediante los cuales confiere solidez a sus explicaciones, sin excluir las de corte teórico. Los tres temas fundamentales de la obra son por ende la defensa del vulgar, la exaltación de la filosofía, y la discusión acerca de la nobleza. El último tema se conecta con la idea de la monarquía universal, que es representada por el Imperio romano.